# 오아랑
오아랑(1970년 11월 1일~ )은 대한민국의 배우이다. 1991년에 SBS 1기 공채 탤런트로 정식 선발되었다.
한편, 1997년 결혼과 함께 브라운관에서 잠깐 모습을 감추기도 했다.

## 출연작

### 영화
- 《길》 (2009년)

### 드라마
- 《불새 2020》 (2021년, SBS) - 최 과장 역
- 《신사의 품격》 (2012년, SBS)
- 《시티헌터》 (2011년, SBS) - 나나 어머니 역
- 《산부인과》 (2010년, SBS) - 양미순 역
- 《신의 퀴즈》 (2010년, OCN) - 김시은의 어머니 역
- 《아버지, 당신의 자리》 (2009년, SBS) - 젊은 말순 역
- 《찬란한 유산》 (2009년, SBS) - 진성설렁탕 2호점 점장 역
- 《아내의 유혹》 (2008년, SBS) - 신애리의 어머니 역
- 《드라마시티 - 그녀의 별이 반짝일 때》 (2007년, KBS2) - 정우 모 역
- 《왕과 나》 (2007년, SBS) - 박상궁 역
- 《강남엄마 따라잡기》 (2007년, SBS) - 지영 역
- 《별순검 시즌1》 (2007년, MBC드라마넷) - 상궁 역
- 《연개소문》 (2006년, SBS) - 의성공주 역
- 《러브스토리 인 하버드》 (2004년, SBS)
- 《토지》 (2004년, SBS) - 산호주 역
- 《작은 아씨들》 (2004년, SBS)
- 《천국의 계단》 (2003년, SBS)
- 《흥부네 박터졌네》 (2003년, SBS)
- 《스크린》 (2003년, SBS)
- 《이 부부가 사는 법》 (2001년, SBS)
- 《여인천하》 (2001년, SBS) - 장경왕후 역
- 《여자만세》 (2000년, SBS)
- 《맛을 보여드립니다》 (1999년, SBS)
- 《토마토》 (1999년, SBS)
- 《카이스트》 (1999년, SBS)
- 《7인의 신부》 (1998년, SBS)
- 《미스터Q》 (1998년, SBS)
- 《사랑해 사랑해》 (1998년, SBS)
- 《행복은 우리 가슴에》 (1997년, SBS) - 강희 역
- 《여자》 (1997년, SBS)
- 《그대 목소리》 (1995년, SBS) - 정아 역
- 《이 여자가 사는 법》 (1994년, SBS)
- 《이 남자가 사는 법》 (1994년, SBS)
- 《까치네》 (1994년, SBS) - 영호의 아내 역
- 《공룡선생》 (1993년, SBS)
- 《한강 뻐꾸기》 (1993년, SBS) - 홍금자 역
- 《장미정원》 (1992년, SBS) - 수영 역
- 《금잔화》 (1992년, SBS)
- 《가을 여자》 (1992년, SBS)
- 《목소리를 낮춰요》 (1991년, SBS)

### 연극
- 《죽이는 수녀들 이야기》